# 諸宸
諸宸（1976年3月13日—），出生于中国浙江省温州市，祖籍兰溪，原籍中国，现籍卡塔尔的国际象棋棋手，2001年25岁时在2001－2002年度国际象棋世界个人锦标赛女子决赛快棋加赛中，战胜俄罗斯选手亚历山德拉·科斯捷纽克（Александра Костенюк），成为第九位國際象棋女子世界冠軍。

## 生平
随母姓，父亲名叫朱志林，是一名工程师，母亲是中学教师，家中还有一个年长两岁的姐姐朱震。
1995年，诸宸进入清华大学中文系就读，1999年转系清华大学经管学院就读经济管理，2001年本科毕业。入清华大学人文学院就读国际关系（现清华大学国际关系学院）。诸宸2000年与卡塔尔国际象棋特级大师穆罕默德·阿尔·墨迪亚奇完婚，2001年春，完成自传《落棋无悔》。2006年加入卡塔尔国际象棋协会。她代表卡塔尔参加2006年12月1日开幕的第十五届亚运会，获得女子个人赛铜牌。2012年正式加入卡塔尔国籍。
2013年7月17日，诸宸棋院在中国浙江省温州市鹿城区成立，成为中国第一所以世界冠军名字命名的棋院。

## 锦标赛
1988年-World Girls Under 12 Championship-羅馬尼亞
1988年“儿童与和平”世锦赛12岁组女子冠军，并获国际棋联大师称号。[罗马尼亚]
是中国国际象棋项目的第一位世界冠军头衔。 
1990年
全国女子乙组冠军 [中国]
1992年
1992年全国女子个人锦标赛冠军 [中国]
1994年,1996年-World Girls Junior Chess Championship
1994年6月亚洲女子青年锦标赛冠军 [马来西亚]
1994年9月世界女子青年锦标赛冠军，获女子国际特级大师称号[巴西] 　
1994年全国女子个人锦标赛冠军[中国]
1994年12月奥林匹克团体赛女子第三，个人台次4台银牌（莫斯科）[俄罗斯] 　
1996年　
1996年全国女子个人锦标赛冠军[中国]
1996年女子世青赛冠军，并以92．3%的胜率，打破了世界青年锦标赛的胜率纪录 [哥伦比亚]
1996年9月奥林匹克团体赛女子亚军，个人台次2台金牌 [亚美尼亚]
1996年
1997年，全国男子个人锦标赛亚军 [中国]
到今天为止，依然是中国女棋手参加男子个人赛最好成绩
1998年　
1998年10月，奥林匹克团体赛女子冠军（卡尔梅克共和国）[俄罗斯] 　
1999年　　
1999年，获男子国际特级大师称号
2000年　 　　
2000年12月，奥林匹克团体赛女子冠军，个人台次2台金牌获奥赛女子最佳胜率奖[土耳其] 　
2001年　　
2001年12月，国际象棋世界个人锦标赛女子冠军，成为历史上第11位女子世界个人冠军（莫斯科）[俄罗斯] 
2002年　
2002年3月， 男子世界大奖赛 第一轮淘汰了男子世界冠军波诺马谬夫。创造了一项历史记录，这是女子世界冠军第一次在正式比赛上战胜现役男子世界冠军。
2002年，奥林匹克团体赛女子冠军[斯洛文尼亚]
2005年
2005年3月，“Accoona”杯女子世界快棋赛冠军 （纽约）[美国]
2006年
2006年7月，国际女子邀请赛“北乌拉尔”杯亚军 [俄罗斯] 
2006年，多哈亚运会女子个人季军 [卡塔尔]
2007年
2007年7月，国际女子邀请赛“北乌拉尔”杯冠军 [俄罗斯] 
2007年，室内亚运会女子个人快棋赛冠军；室内亚运会女子个人超快棋赛亚军 [澳门]
2009年
2009年11月，室内亚运会女子个人快棋赛亚军 [越南]
2010年
2010年11月，广州亚运会国际象棋女子个人赛第8名 
2011年
2011年7月，杭州国际象棋女子特级大师赛第5名 [中国]
2011年12月，阿拉伯运动会女子个人冠军；阿拉伯运动会女子个人快棋冠军；阿拉伯运动会女子个人超快棋冠军 [卡塔尔]
2014年，在阿布扎比获得亚洲女子快棋锦标赛冠军
2018年10月，成为国际棋联司库

## 外部連結
- Fédération Internationale des Échecs
- Critical Positions from Her Games （页面存档备份，存于）
- 諸宸的X（前Twitter）

| 前任： 秦侃滢 | 中国国际象棋女子冠军 1992年 | 繼任： 彭肇勤 |
| 前任： 彭肇勤 | 中国国际象棋女子冠军 1994年 | 繼任： 秦侃滢 |
| 前任： 秦侃滢 | 中国国际象棋女子冠军 1996年 | 繼任： 王蕾   |